# ATC code A04
ATC code A04 داروهای ضد استفراغ و داروهای ضد تهوع زیرگروهی درمانی از سیستم طبقه‌بندی شیمیایی درمانی آناتومیک است. این سیستمِ متشکل از کدهای حرفی‌عددی را سازمان جهانی بهداشت برای طبقه‌بندی داروها و سایر تولیدات پزشکی ایجاد کرده است. زیرگروه A04 جزوی از گروه آناتومیک A مجرای گوارش و متابولیسم است.

کدهای مورد استفاده در دامپزشکی (کدهای ATCvet) را می‌توان با گذاشتن حرف Q جلو کدهای انسانی ATC ایجاد کرد: مثلاً QA04. کدهای ATCvet که فاقد کدهای انسانی متناظر ATC هستند، در فهرست ذیل با حرف آغازین Q ذکر شده‌اند.
ممکن است نسخه‌های ملی از طبقه‌بندی ATC حاوی کدهای اضافه‌ای باشند که در این فهرست (نسخهٔ سازمان جهانی بهداشت) نیامده باشند.

## A04Aداروهای ضد تهوعو ضداستفراغ

### A04AAسروتونین(5-HT3)آنتاگونیست‌ها
A04AA01 اندانسترون
A04AA02 گرانیسترون
A04AA03 تروپیسترون
A04AA04 Dolasetron
A04AA05 پالونوسترون
A04AA55 Palonosetron, combinations

### A04AD سایر داروهای ضد تهوع
A04AD01 Scopolamine
A04AD02 سریم اکسالات
A04AD04 کلروبوتانول
A04AD05 Metopimazine
A04AD10 تتراهیدروکانابینول
A04AD11 نابیلون
A04AD12 اپرپیتانت
A04AD13 Casopitant
A04AD14 Rolapitant
A04AD51 Scopolamine, combinations
A04AD54 Chlorobutanol, combinations
QA04AD90 Maropitant